# موسة (أيل غورك)
موسة (بالفارسية: موسه) هي قرية تقع في إيران في قسم أيل غورك الريفي. يقدر عدد سكانها بـ 183 نسمة بحسب إحصاء 2016.